# On the Radio (Green Day)
On the Radio è un album live del gruppo musicale statunitense Green Day, pubblicato nel 2012. Oltre che in formato digitale, è uscito anche in edizione LP limitata a 1000 copie. Tutte e venti le tracce sono state registrate in un concerto del 28 maggio 1992 presso East Orange, in New Jersey, per la stazione radio WFMU.

## Tracce
Testi e musiche di Billie Joe Armstrong, eccetto dove indicato.
1. Don't Leave Me (live) – 3:30
2. 409 in Your Coffeemaker (live) – 3:21
3. Welcome to Paradise (live) – 3:32
4. 2000 Light Years Away (live) – 2:22 (musica: Green Day, Michaels, Rypins, Dave "E.C." Henwood)
5. At the Library (live) – 3:23
6. 80 (live) – 3:35
7. The Judge's Daughter (live) – 3:50
8. Christie Road (live) – 3:57
9. Only of You (live) – 3:05
10. Who Wrote Holden Caulfield? (live) – 3:51
11. Going to Pasalacqua (live) – 4:03
12. 16 (live) – 3:58
13. Paper Lanterns (live) – 4:56
14. C Yo Yus (live) – 4:27 (musica: Jeff Ott)
15. Intermission (live) – 1:33
16. One of My Lies (live) – 1:23
17. Dominated Love Slave (live) – 2:14 (testo: Cool – musica: Armstrong)
18. All By Myself (live) – 2:00 (testo: Cool – musica: Armstrong)
19. Knowledge (live) – 3:34 (testo: Michaels – musica: Michaels, Lint, McCall, Mello)
20. Words I Might Have Ate (live) – 3:45

## Formazione
- Billie Joe Armstrong - voce, chitarra
- Mike Dirnt - basso, cori
- Tré Cool - batteria; voce e chitarra in All By Myself